# Canarium oleosum
Canarium oleosum is een soort uit de familie Burseraceae. Het is een boom die meestal tussen de 17 en 20 meter hoog wordt. De rechte cilindrische stam kan een diameter van 25 tot 50 centimeter hebben, soms met plankwortels. 
De soort komt voor van op de Kleine Soenda-eilanden tot in de Bismarck-archipel. De boom groeit in dichte oerbossen en ook in meer open secundair bossen, waar de soort onderdeel uitmaakt van de boomlaagsoorten. De boom groeit meestal op een hoogte van minder dan 400 meter, zelden tot 700 meter.
De plant wordt in het wild geoogst voor lokaal gebruik als medicijn en bron van hout en hars. Het hout wordt ook verhandeld. De olieachtige delen van de hars worden gebruikt als balsem bij de behandeling van wonden. Verder worden deze olieachtige delen ook gemengd met kokosolie, wat gebruikt wordt als haarlotion. Het hout wordt gebruikt als licht constructiehout.